# Stelu Enache
Stelu Enache (n. 12 iulie 1967) este un muzician de origine aromână, precursor al muzicii aromâne contemporane.

## Biografie
Stelu Enache, pe numele lui adevărat Stere Enache, provine dintr-o familie de aromâni (vlahi), din Balcani, care au ajuns în patria mamă dupa sute de ani de peregrinări prin aceasta zonă. Tatăl artistului este de origine aromână, născut la Salonic, Grecia. Mama artistului este născută în Bulgaria. Familia sa a emigrat în anul 1940 în satul Sinoe(Județul Constanța). În aromână familia sa este cunoscută sub numele de “Avocatu”. Stelu Enache este cel mai mic dintre copii născuți în această familie, fiind și singurul băiat.

## Cariera artistică
La începutul anilor 2000, Stelu Enache a intrat în familia selectă a muzicienilor de înaltă ținută. 
În tot acest timp, colaborările sale cu artiști români de talie internaționala au confirmat personalitatea unică.
A lansat până acum, împreuna cu Ovidiu Lipan Țăndărică, albumele ”Bachița” (2004) și ”Iskender” (2007), două discuri unitare pe piața muzicală autohtona. 
Un nume de referință, Gheorghe Zamfir, este cel împreună cu care Stelu Enache a colaborat pentru albumul ”Iskender” (2007).
In 2007 este invitat special în spectacolul-eveniment de la Teatrul Național București, Aniverare 45 - Phoenix .
De-a lungul anilor a susținut diferite show-uri în țara și în străinătate, alături de Ovidiu Lipan Țăndărică, Rona Hartner, Grupul Balkano și Fanfara Zece Prăjini.
În 2017, artistul lansează pe scena muzicală un proiect solo împreuna cu trupa sa, din care fac parte Ștefan Crăciun (chitară), Adrian Stavian (pian), Vasi Ignat (acordeon), Narcis Chiamil (baterie) și Andrei Răilean (contrabas).

## Discografie
- Balkano live (2009) (Dublu CD - proiect alături de Ovidiu Lipan Tandarica)

- Iskender (2007) (Orchestratie si aranjamente: Ovidiu Lipan Tandarica si Stelu Enache, Invitat Special: Maestrul Gheorghe Zamfir, Adrian Stavian - claviaturi & mastering)

- Bachița (2004) (Producator muzical: Ovidiu Lipan Tandarica, Interpret vocal: Stelu Enache, Fanfara "Zece Prajini", Chitara: Victor Solomon)

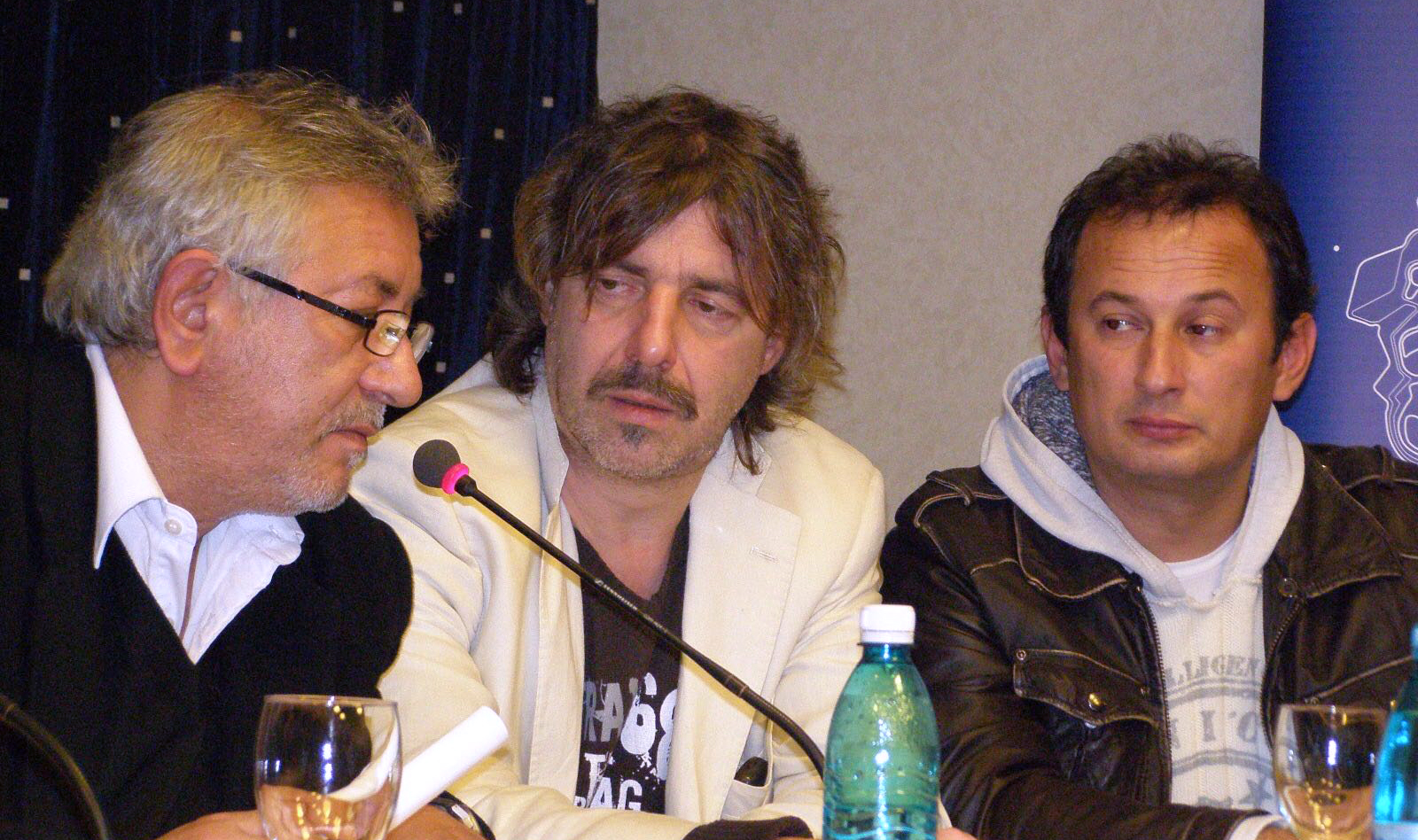
Stelu Enache, alături de Ovidiu Lipan și Mani Neumann, la conferința de presă prilejuită de concertul aniversar Phoenix - 45 de ani

## Videoclipuri
- Ce bine că e joi (2017) în colaborare cu Mani Neumann - supranumit si violonistul diavolului, fost membru al celebrei trupe Phoenix
- Ale, Ale, (2017) în colaborare cu muzicianul Ovidiu Lipan Țăndărică.
- Natalis, (2004) în colaborare cu muzicianul Ovidiu Lipan Țăndărica
- Firida, (2004) în colaborare cu muzicianul Ovidiu Lipan Țăndărica